# 内蒙古菜
内蒙古菜（简称蒙菜）是内蒙古境內的蒙古族民族特色菜系，風格粗犷豪放，多以牛羊肉、奶及面食为主要菜点原料。烹调方法相对简单，以烧烤为主，还有炖、蒸、涮等。

## 簡介
由于民族上的相通性，内蒙古、外蒙古两地饮食习惯相近，因此两地菜肴中有很多是一样的，如许多肉类和奶制品。但是由于两地气候及历史不同，也造成两地饮食习惯中的很多显著差异，因而形成内蒙古菜的自身特色：主食方面，由于俄罗斯化，外蒙古主食一般以面包、马铃薯为主。 由于自然条件较外蒙古更适宜农耕，外加历史因素，内蒙古传统主食以炒米和莜面为主。 内蒙古太阳能资源丰富，在中国仅次于西藏，在太阳能利用方式除了太阳能发电之外，还有利用太阳能大棚生产蔬果。 因此，以蔬果为原料的菜肴在内蒙古菜中远远高于外蒙古菜。 肉菜方面，除牛羊肉外，外蒙古也用马肉，但内蒙古菜几乎完全不用马肉。

## 菜式

### 主食
- 涼拌莜面
- 铁锅焖面

### 肉食
- 手扒肉
- 烤全羊
- 烤羊腿
- 烤羊尾
- 烩菜
- 卓资山熏鸡
- 糖醋驼峰
- 扒驼掌
- 烤猪方
- 灌盤腸
- 肚包肉

### 乳品
- 奶皮
- 拔丝奶豆腐
- 奶酪
- 奶果子
- 奶干
- 酸奶
- 奶茶